# Panoplax elata
Panoplax elata is een krabbensoort uit de familie van de Panopeidae. De wetenschappelijke naam van de soort werd in 1880 voor het eerst geldig gepubliceerd door Alphonse Milne-Edwards als Eucratoplax elata.